# Samuel Gotthold Lange

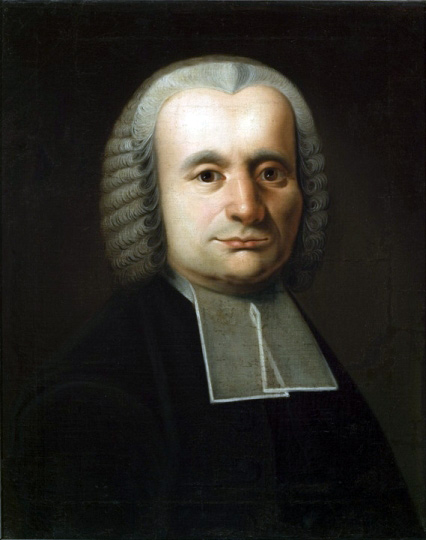
Samuel Gotthold Lange, Gemälde von Joseph Ignatius Span, 1758, Gleimhaus Halberstadt

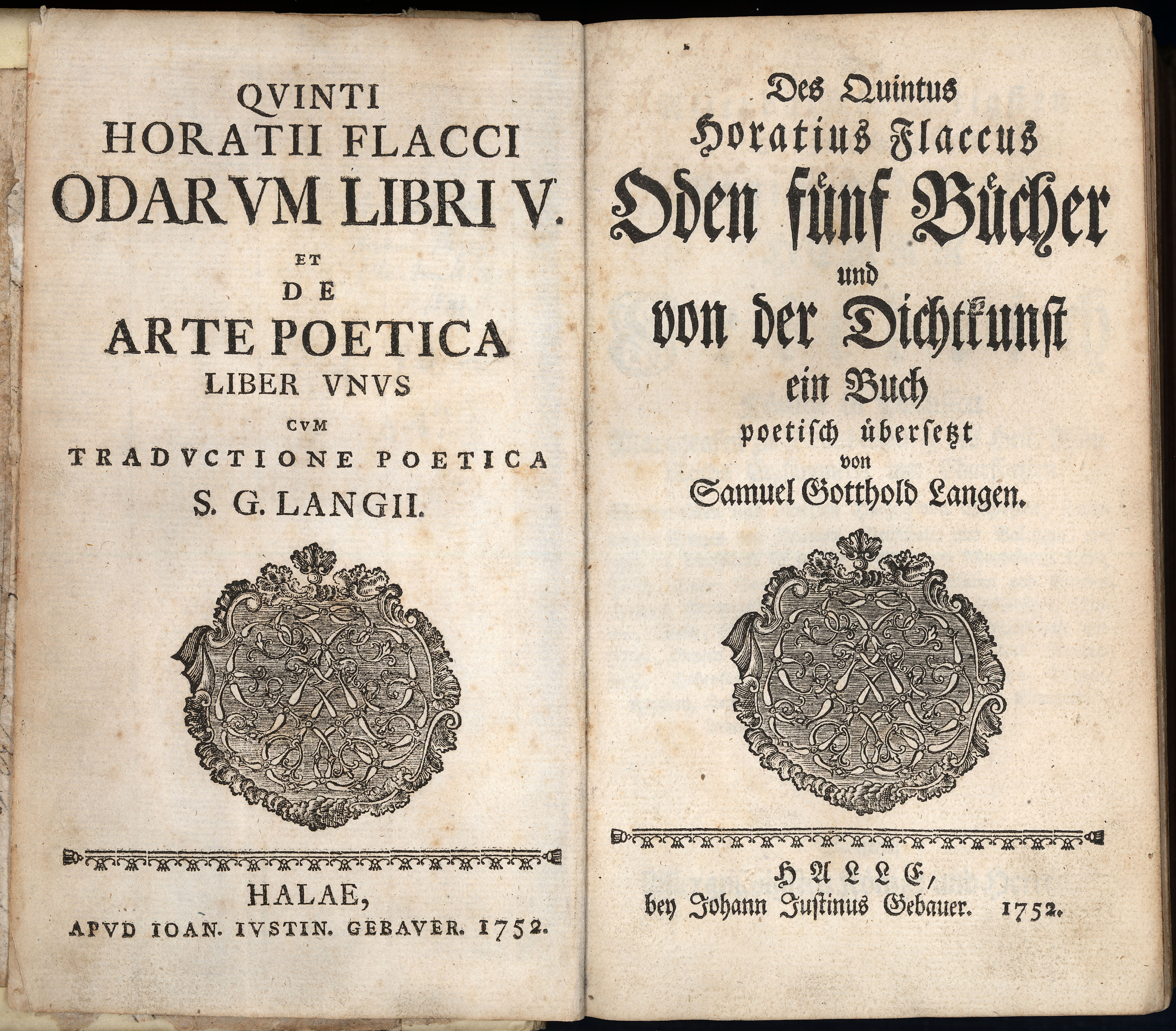
Titelseite von Langes Horaz-Übersetzung (1752)

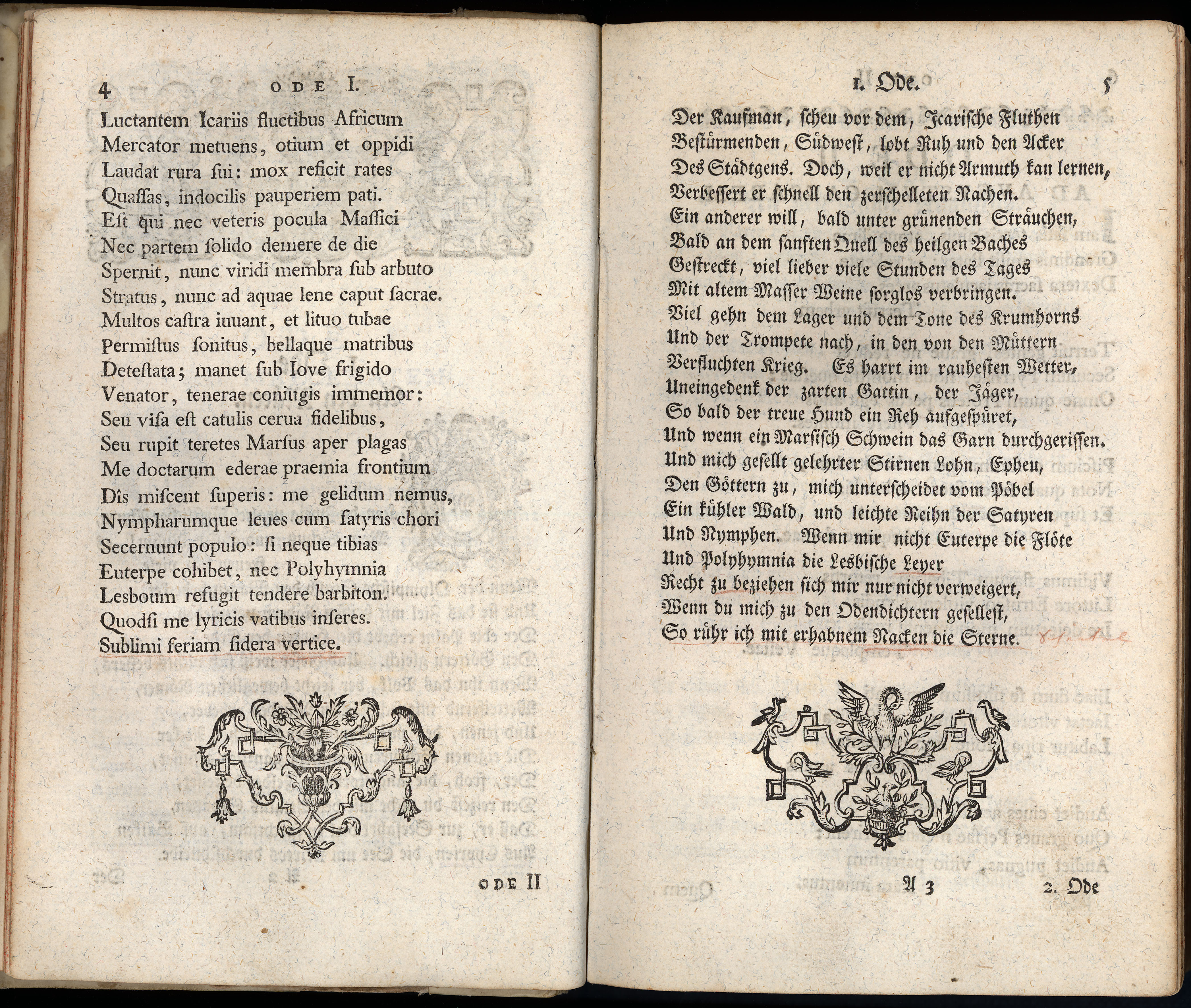
Horaz-Übersetzung: ein Leser hat mit Rotstift von Lessing kritisierte Fehler angestrichen

Samuel Gotthold Lange (* 22. März 1711 in Halle (Saale); † 25. Juni 1781 in Beesenlaublingen, Landkreis Bernburg) war ein deutscher Dichter, Pfarrer, Übersetzer und Pietist.

## Leben
Seine Eltern waren Joachim Lange und dessen Ehefrau Charlotte Elisabeth Leyser.
Er hatte von seinem Vater und Privatlehrern den ersten Unterricht erhalten. Im Anschluss bezog er bis zu seinem 9. Lebensjahr die Klosterschule Unserer lieben Frauen in Magdeburg um dann an die Schule des Waisenhauses in Halle zu wechseln. Im Alter von sechzehn Jahren besuchte er bereits die theologischen Vorlesungen an der Universität Halle. Hier frequentierte er auch naturwissenschaftliche Vorlesungen und gründete 1733 mit Jakob Immanuel Pyra einen Bund, den man hallescher Dichterkreis nennt. Dies war eine »Gesellschaft zur Förderung der deutschen Sprache, Poesie und Beredsamkeit«. Darin wandten sie sich gegen Gottsched. Pyras Sammlung »Thyrsis' und Damons freundschaftliche Lieder« (Herausgeber mit J. J. Bodmer, 1745, erweitert 1749) nahm Lange nach Pyras Tod als Ausgangspunkt für weitere Angriffe gegen Gottsched.
Von 1737 bis zu seinem Tod wirkte Lange als Pfarrer in Laublingen. Im Jahr 1740 wurde er zum Mitglied der Leopoldina und 1751 zum auswärtigen Mitglied der Preußischen Akademie der Wissenschaften gewählt.

## Werk
Am bekanntesten sind Langes metrische Übersetzung der „Oden“ des Horaz (Halle 1752), insbesondere weil Gotthold Ephraim Lessing sie als „gänzlich verunglückt“ empfand. Lange hatte sich seinerzeit mit so ziemlich jedem Aufklärer angelegt und eben auch Lessing gereizt, der daraufhin vernichtende Kritiken über Lange schrieb („Vademekum für S. G. Lange“).
Des Weiteren erschien von Lange eine „Sammlung gelehrter und freundschaftlicher Briefe“ (Halle 1769–1770, 2 Bde.) Diese gibt einen umfangreichen Einblick in die Geschichte der literarischen Bewegung seiner Zeit.

## Familie
Lange heiratete am 13. August 1737 in der Erfurter Predigerkirche Anna Dorothea Gnüge (get. 17. Oktober 1715 in Eisenach, gest. 1764), die Tochter des Erfurter Diaconus Johann Andreas Gnüge und dessen Frau Sabina Magdalena Rosner. Sie war als Dichterin unter dem Pseudonym Doris bekannt. Aus dieser Ehe ist der 1764 verstorbene Sohn Ludolph (alias Hylas) bekannt.
Nach dem Tod seiner Frau heiratete er erneut, der Name der Person ist aber nicht mehr bekannt.

## Werke
- Horatzische Oden und eine Auswahl aus Des Quintus Horatius Flaccus Oden, Fünf Bücher (übersetzt von Samuel Gotthold Lange). Faksimiledruck nach den Ausgaben von 1747 und 1752. Mit einem Nachwort von Frank Jolles. Stuttgart: J.B. Metzler, 1971
- (mit Georg Friedrich Meier): Der Mensch. Eine moralische Wochenschrift, neu herausgegeben, Hildesheim, Olms 1992
- Geheime Nachrichten zur Historie von Persien. Aus dem Französischen übersetzt (von Samuel Gotthold Lange) „Cölln“ (d. i. Rostock, Koppe) 1746  Digitalisat
- Sammlung gelehrter und freundschaftlicher Briefe, Erster und Zweiter Teil. Halle 1769, 1770. (Digitalisat) Band 1, Band 2